# Cyphostemma lentianum
Cyphostemma lentianum är en vinväxtart som först beskrevs av Volk. & Gilg, och fick sitt nu gällande namn av Descoings. Cyphostemma lentianum ingår i släktet Cyphostemma och familjen vinväxter. Inga underarter finns listade i Catalogue of Life.